# Kiprotich Rono
Kiprotich Rono (George Kiprotich „Kip“ Rono; * 4. Januar 1958) ist ein ehemaliger kenianischer Hindernis- und Langstreckenläufer.
1978 gewann er über 3000 m Hindernis bei den Afrikaspielen in Algier und bei den Commonwealth Games in Edmonton Bronze, jeweils geschlagen von seinen Landsleuten Henry Rono und James Munyala.
Im Jahr darauf siegte er bei den Leichtathletik-Afrikameisterschaften 1979 in derselben Disziplin und holte Bronze über 5000 m. Kurz danach siegte er beim Leichtathletik-Weltcup in Montreal über 3000 m Hindernis. Der Boykott Kenias verhinderte eine Teilnahme an den Olympischen Spielen in Moskau.
Über 3000 m Hindernis erreichte er bei den Leichtathletik-Weltmeisterschaften 1983 in Helsinki das Halbfinale und schied bei den Olympischen Spielen 1984 im Vorlauf aus.
1988 wurde er Achter bei den Crosslauf-Weltmeisterschaften in Auckland. Einem vierten Platz beim Great Scottish Run folgte ein Sieg beim Halbmarathon Le Lion auf zu kurzer Strecke in 1:00:02 h.

## Persönliche Bestzeiten
- 5000 m: 13:19,24 min, 12. Juli 1980, Stuttgart
- Halbmarathon: 1:03:23 h, 11. September 1988, Glasgow
- 3000 m Hindernis: 8:12,0 min, 5. August 1980, Rom